# Jonathan Antin
Jonathan Antin (født 15. august 1967 i Californien) er en verdenskendt frisør, som også er bror til Robin Antin, grundlægger af The Pussycat Dolls.